# مادس راسموسن
مادس راسموسن (بالدنماركية: Mads Reinholdt Rasmussen)‏ هو مجدف دنماركي، ولد في 24 نوفمبر 1981 في Nykøbing Falster ‏ في الدنمارك.

## وصلات خارجية
- مادس راسموسن على موقع الاتحاد الدولي للتجديف (الإنجليزية)
- مادس راسموسن على موقع اللجنة الأولمبية الدولية (الإنجليزية)
- مادس راسموسن على موقع أوليمبيديا (الإنجليزية)